# Rhoda Griffis
Rhoda Griffis (* 9. Januar 1965 in Raleigh, North Carolina) ist eine US-amerikanische Schauspielerin.

## Leben
Rhoda Griffis schloss die North Carolina School of the Arts ab. Ihre erste Hauptrolle hatte sie 1992 in Jonathan Kaplans Film Love Field – Liebe ohne Grenzen.

## Filmografie (Auszug)
- 1992: Love Field – Liebe ohne Grenzen (Love Field)
- 2000: Songcatcher
- 2000: Road Trip
- 2008: Ein tödlicher Anruf (One Missed Call)
- 2008: Das Mädchen mit dem Diamantohrring (The Loss of a Teardrop Diamond)
- 2009: Die Schein-Hochzeit (My Fake Fiancè (Fernsehfilm))
- 2009: Road Trip – Bier Pong (Road Trip: Beer Pong)
- 2009–2014: Drop Dead Diva (Fernsehserie, 10 Folgen)
- 2010: Mit Dir an meiner Seite (The Last Song)
- 2011: Girls Club 2 – Vorsicht bissig! (Mean Girls 2)
- 2012: Die Tribute von Panem – The Hunger Games (The Hunger Games)
- 2012: Was passiert, wenn’s passiert ist (What to Expect When You’re Expecting)
- 2012: Das wundersame Leben von Timothy Green (The Odd Life of Timothy Green)
- 2012: Flight
- 2012: Die Bestimmer – Kinder haften für ihre Eltern (Parental Guidance)
- 2013: Solace
- 2013: Congratulations!
- 2013: 42 – Die wahre Geschichte einer Sportlegende (42)
- 2014: Mom’s Night Out
- 2014: Satisfaction (Fernsehserie, 6 Folgen)
- 2014: Kill the Messenger
- 2014: Love Covers All
- 2014: Sabbatical
- 2015: Magic Mike XXL
- 2017: The Yellow Birds
- 2019: The Best of Enemies
- 2019: Just Mercy
- 2020: The Banker
- 2024: Lilly